# Daniele Antonini
Daniele Antonini (Udine, 16 luglio 1588 – Gradisca d'Isonzo, 10 marzo 1616) è stato un matematico, fisico e militare italiano.

## Biografia
Dopo gli studi di matematica presso Galileo Galilei, che assistette negli esperimenti di meccanica insieme a Paolo Aproino e con cui restò sempre in contatto, si dedicò  all'astronomia, alla fisica ed alla letteratura. Il suo contributo è citato nella cosiddetta Sesta giornata dei "Discorsi e dimostrazioni matematiche intorno a due nuove scienze", pubblicata per la prima volta (postuma) nel 1718. 
Uomo d'armi, fu al servizio della Repubblica di Venezia, combattendo per la quale morì, colpito in pieno da una cannonata, a Gradisca d'Isonzo. Nel Duomo di Udine, sulla controfacciata sopra al portale centrale, si trova il suo cenotafio (sotto forma di monumento equestre) e nel castello un suo busto.